# Marton Csokas
Marton Csokas (n. Invercargill, Southland; 30 de junio de 1966) es un actor húngaro-neozelandés. Es reconocido por su papel antagónico en The Equalizer.
Apareció en las series de televisión Hercules: The Legendary Journeys y Xena: la princesa guerrera. 
Hasta ahora ha actuado en: Jack Brown Genius (1996), Broken English (1996), Hurrah (1998), xXx (2003), la trilogía cinematográfica de El Señor de los Anillos (2001-2003), El reino de los cielos (2005), Æon Flux (2005) y Romulus, My Father (2007).

## Historia
Nació el 30 de junio de 1966 en Southland, Nueva Zelanda. Siendo hijo de padre húngaro, posee ambas nacionalidades. Reside de manera habitual en los Estados Unidos.
En 1989 terminó sus estudios en la New Zealand Drama School. Desde entonces ha aparecido en numerosas obras de teatro, pero se hizo conocido como Borias, Tarlus y Khrafstar.

## Filmografía

### Cine
| Año  | Película                                            | Papel                                | Ref.  |
| ---- | --------------------------------------------------- | ------------------------------------ | ----- |
| 1994 | A Game with No Rules (Cortometraje)                 | Kane                                 |       |
| 1994 | Jack Brown Genius                                   | Dennis                               |       |
| 1995 | Twilight of the Gods (Cortometraje)                 | Soldado                              |       |
| 1995 | Brave Heart                                         | Actor de Reparto                     |       |
| 1996 | Broken English                                      | Darko                                |       |
| 1998 | Hurrah, también titulada Heaven Sent                | Raoul                                |       |
| 2000 | The Monkey's Mask                                   | Nick Maitland                        |       |
| 2000 | The Three Stooges                                   | Ted Healy                            |       |
| 2000 | Accidents (Cortometraje)                            | Chug                                 |       |
| 2001 | El Señor de los Anillos: la Comunidad del Anillo    | Celeborn                             |       |
| 2001 | Rain                                                | Cady                                 |       |
| 2002 | Garage Days                                         | Shad Kern                            |       |
| 2002 | xXx                                                 | Yorgi                                |       |
| 2002 | Star Wars: Episode II - Attack of the Clones        | Poggle el Menor                      |       |
| 2003 | El Señor de los Anillos: el retorno del Rey         | Celeborn                             |       |
| 2003 | Timeline                                            | Sir William De Kere / William Decker |       |
| 2003 | Canguro Jack                                        | Mr. Smith                            |       |
| 2004 | The Bourne Supremacy                                | Jarda                                |       |
| 2004 | Evilenko                                            | Vadim Timurovic Lesiev               |       |
| 2005 | Æon Flux                                            | Trevor Goodchild                     |       |
| 2005 | Kingdom of Heaven                                   | Guido de Lusignan                    |       |
| 2005 | The Great Raid                                      | Capitán Redding                      |       |
| 2005 | Asylum                                              | Edgar Stark                          |       |
| 2007 | Romulus, My Father                                  | Hora                                 |       |
| 2010 | Alicia en el país de las maravillas                 | Charles Kingsley                     |       |
| 2010 | El árbol                                            | George                               |       |
| 2010 | L'âge de raison                                     | Malcolm                              |       |
| 2010 | South Solitary                                      | Jack Fleet                           |       |
| 2011 | Dream House                                         | Jack Patterson                       |       |
| 2011 | La deuda                                            | Stefan, de joven                     |       |
| 2014 | The Amazing Spider-Man 2: Rise of Electro           | Dr. Kafka                            |       |
| 2014 | The Equalizer                                       | Teddy                                |       |
| 2014 | Noé                                                 | Lamech                               |       |
| 2014 | Sin City: A Dame to Kill For                        | Damien Lord                          |       |
| 2016 | Loving                                              | Sheriff Brooks                       |       |
| 2016 | Burn Your Maps                                      | Connor Firth                         |       |
| 2016 | True Crimes                                         | Kozlow                               |       |
| 2017 | Voice from the Stone                                | Klaus Rivi                           |       |
| 2017 | Mark Felt: The Man Who Brought Down the White House | L. Patrick Gray                      |       |
| 2023 | Freelance                                           | Jan Koehorst                         | Ref.  |
| 2024 | Sleeping Dogs                                       | Dr. Joseph Wieder                    | [ 2 ] |
| 2024 | Cuckoo                                              | Luis                                 |       |

### Televisión
| Año       | Serie                            | Papel                        | Notas                                                |
| --------- | -------------------------------- | ---------------------------- | ---------------------------------------------------- |
| 1992      | The Ray Bradbury Theater         | Sid                          | Episodio «By the Numbers»                            |
| 1993–1994 | Shortland Street                 | Dr. Leonard Rossi-Dodds      |                                                      |
| 1997–2001 | Xena: Warrior Princess           | Krafstar, Borias/Belach      |                                                      |
| 1996      | Hercules: The Legendary Journeys | Tarlus                       | Episodio «Promises»                                  |
| 1996      | Chicken                          | ...                          |                                                      |
| 1999      | Water Rats                       | Robert Tremain               | Episodio «Shark Bait»                                |
| 1999      | Wildside                         | Larry Lodans                 | Episodio 18 de la 2.ª temporada                      |
| 1999      | All Saints                       | Hermano Thomas               | Episodio «More Things in Heaven & Earth»             |
| 1999      | Halifax f.p.                     | John Garth                   | Episodio «Swimming with the Sharks»                  |
| 2000      | The Lost World                   | Kenner                       | Episodio «Tourist Season»                            |
| 2000      | Beastmaster                      | Qord                         | Episodios «Revelations», «Rescue» y «Golden Phoenix» |
| 2000      | Farscape                         | Br'Nee                       | Episodio «Bone to be Wild»                           |
| 2001      | Cleopatra 2525                   | Krider                       | Episodio «No Thanks for the Memories»                |
| 2001      | The Farm                         | Adrian Beckett               | Miniserie                                            |
| 2012      | Falcón                           | Jefe Inspector Javier Falcón | Miniserie                                            |
| 2015–2017 | Into the Badlands                | Baron Quinn                  |                                                      |

## Premios

### Premios del Sindicato de Actores
| Año  | Categoría     | Película                                         | Resultado |
| ---- | ------------- | ------------------------------------------------ | --------- |
| 2003 | Mejor reparto | El Señor de los Anillos: El Retorno del Rey      | Ganador   |
| 2002 | Mejor reparto | El Señor de los Anillos: las dos torres          | Candidato |
| 2001 | Mejor reparto | El Señor de los Anillos: la Comunidad del Anillo | Candidato |